# Emil Schandorff Iwersen
Emil Schandorff Iwersen (født 15. august 2002 i København) er en cykelrytter fra Danmark, der er på kontrakt hos BHS-PL Beton Bornholm.

## Karriere
Schandorff Iwersen begyndte at cykle som 9-årig, og Amager Cykle Ring blev den første klub han meldte sig ind i. Senere blev han medlem af CK FIX Rødovre og Roskilde Cykle Ring.
I 2019 kom han til Team ABC Junior, og vandt samme år den danske U-19 liga, Uno-X Cuppen, der regnes for en af de stærkeste i verden. I 2021 skiftede han til det danske UCI kontinentalhold BHS-PL Beton Bornholm. Efter to sæsoner hos det bornholmske hold, rykkede Schandorff Iwersen fra 2023-sæsonen til det italienske kontinentalhold Gallina Ecotek Lucchini Colosio. Efter seks måneder i Italien, kunne man på UCIs hjemmeside se at Schandorff i midten af juli 2023 havde skiftet hold, og nu igen var registreret som rytter hos BHS-PL Beton Bornholm. Kontrakten med bornholmerne løber til udgangen af 2024.